# すべてがFになる
『すべてがFになる』（すべてがエフになる、The Perfect Insider）は、推理作家森博嗣のミステリィ小説。第1回メフィスト賞（1996年）受賞作。S&Mシリーズの第1巻。2023年2月に清涼院流水が英訳した英語版（著者インタビュー収録）が「The BBB」より刊行され、Amazon Kindle・楽天Koboなど、世界中の電子書店で発売されている。
2021年12月刊行の森博嗣エッセィ『追懐のコヨーテ』によると、累計発行部数は約90万部。
森博嗣のデビュー作であるが、もともとはシリーズ第4作として構想された。デビュー作は派手なほうがよいとの編集部の意向により、第1巻として刊行された。当初は『すべてがFになる日』として執筆されたが、編集部の意見により最終的にこのタイトルに決定した。
浅田寅ヲ作画による漫画化、KIDによるゲーム化もなされている。2014年10月から12月までテレビドラマが、2015年10月から12月までテレビアニメが放送された。
犀川＆萌絵が登場する短編『石塔の屋根飾り』『どちらかが魔女』は「The BBB」にて英訳されており、上記2作品を含む英語版短編集『Seven Stories』が刊行されている。

## ストーリー
犀川研究室の旅行で、愛知県にある妃真加島（ひまかじま）に向かった犀川創平と研究室の面々。犀川の恩師の娘である西之園萌絵も研究室の正式なメンバーではないが参加していた。妃真加島にはその所有者である真賀田家が設立した真賀田研究所があり、実は萌絵は愛知県知事夫人の叔母の縁故もあって研究所と多少の関わりがあった。
真賀田研究所には優秀な研究者が集い、彼らなりの論理・生活形態とそれを許容する環境の下で精力的に研究を進めている。その頂点に君臨するのが、真賀田四季博士。彼女は現存する最高の天才で、名実ともに研究所の活動の中心人物であったが、過去に犯した殺人によっても有名人物であり、研究所の一画に隔離されている存在でもあった。
研究所に訪れた犀川と萌絵は、研究所に勤める山根幸宏、水谷主税、島田文子、望月俊樹、長谷部聡と共に不可思議な死体を見る。死体は四季で、ウェディングドレスに身を包みP1ロボットに固定され手足が切断されていた。自殺が疑われたが、その場に現れた医師の弓永富彦は「遺体の状態から殺人である」との見解を示す。同時に、研究所独自のOSである“レッドマジック”や研究所のサブシステム・デボラは制御不能になり、メール・電話共に発信できないなど異常をきたしていた。その後、所長の進藤清二が四季の妹である真賀田未来を連れて研究所のヘリポートに到着し、進藤は警察に連絡すべく再び研究所を発つ。しかし、いくら待っても進藤が現れないことを訝しんだ犀川たちはヘリポートに向かい、停留していたヘリコプタの中から進藤の刺殺体を発見する。ヘリの無線は破壊されていたため警察への通報は不可能となった。
望月の提案により、犀川・弓永・望月・山根の4人は四季の部屋へ入室し、仕事部屋で発見したパソコンを起動させ、パソコン内のスケジュールカレンダの中から「すべてがFになる」という一文を見つける。更に、<Read Me>という名のフォルダには四季と四季の中の別人格である栗本其志雄と佐々木栖麻とのやり取りが残されており、その中で交していた会話の通りにパソコンにはレッドマジックとコンパイラ以外残されていなかった。
その後も防犯カメラや、過去に四季の部屋に届いた荷物を調べても不審な点が見当たらず、不可解な点は解消されないままだった。翌日、この現状を打開するため、山根はOSをレッドマジックからUNIXに切り替えることを決断する。OSの切り替えは午前11時頃に行われ、切り替えが終わると外部への連絡手段も復活する。通報を受け、刑事の芝池や萌絵の叔父で愛知県警本部長の西之園捷輔をはじめとした総勢100人程度の捜査員が研究所に到着する。また、島田とのインタビューを約束していた女性誌記者の儀同世津子もやってくる。警察の捜査が進められて行く中、島田はシステム切り替え時より姿が見えなくなっていた山根を、山根の部屋のバスルームで発見する。山根は胸を刺され服を着たまま倒れていた。
犀川は防犯カメラに今日記録されたデータの中から、正午12時からの1分間だけデータが抜け落ちていることに気付き、犯人とレッドマジックの暴走原因も突き止める。レッドマジックにはタイムカウンタが付いており、稼働し始めたときからカウントダウンが始まり、16進法で使用可能な4乗の最大値65536より1つ小さい数で10進法で表した時の単精度型整数の最大値65535、これを16進法に変換した時の値FFFFになるまでカウントされ、すべて桁がFになると黄色いドアを開かなくして既定の時刻で開くようにプログラムされていた。
やがてVRカート上に現れた四季は進藤と山根、そして進藤との間に身籠った名前のない娘の3人を殺害したことを認める。四季は部屋から出ることが無かったことから生まれた子供には名付けなかった。子供には15より大きな数字を教えず、人間は15年までしか生きられないことと、14歳になったら両親を殺すように言い聞かせていたが、娘がそれを実行しなかったため計画を変更して四季が娘を殺し、指紋を隠すために手足を切断する。死体をP1ロボットで部屋の外に出し、外で騒ぎになっている隙に部屋を抜け出して、所長室から「真賀田未来を連れて帰る」とメールを送った後、ヘリコプターの機内で進藤をナイフで刺す。その後、髪を短く切り真賀田未来を装っていた。所内では脱出方法を考える時間が確保され、プログラムリセットが行われないことと自身の死を隠すことは想定していたが、犀川と萌絵が関わってきたことが計算外の厄介な問題になり、更にはタイミング悪く山根がレッドマジックの仕組みに気付きOSを切り替えようとしたことで計画の妨げになることからやむを得ず殺害し、システムのリセット時刻を11時までに引き延ばす。リセット後、警察が到着する前に研究所を出て世津子と入れ替わる形で船に乗って妃真加島から脱した。
それからお盆の終わり頃の日曜日に犀川は大学の図書館で四季に出会う。四季と会話を交わした後、四季はその場に現れた男たちに連行された。
- 作品世界中で1994年の夏に起こった事件。現実の1994年はインターネットやwwwが世間に認知される直前にあたり、コンピュータやネットワークについて知識を持つものは少数であった。
- 犀川、萌絵、真賀田四季はその後の森博嗣作品にも陰に陽に現れる重要なキャラクタである。

## 登場人物

### 主人公
犀川創平（さいかわ そうへい）
国立N大学工学部建築学科助教授
西之園萌絵（にしのその もえ）
国立N大学工学部建築学科1年生

### 真賀田研究所
真賀田四季（まがた しき）
天才プログラマ
新藤清二（しんどう せいじ）
所長
山根幸宏（やまね ゆきひろ）
副所長
弓永富彦（ゆみなが とみひこ）
医師
水谷主税（みずたに ちから）
主任プログラマ
島田文子（しまだ あやこ）
プログラマ
望月俊樹（もちづき としき）
警備員
長谷部聡（はせべ さとし）
警備員
デボラ
研究所の管理システム
P1
ワゴン型ロボット。自動走行により荷物を運ぶ。
ミチル
ロボット
VRカート
VRの初期レベルの技術を応用して作られたコミュニケーション・ゲーム。カートに乗って仮想の街をドライブするゲームであり、他のプレイヤーと会話したり競走することが出来る。

### その他
国枝桃子（くにえだ ももこ）
国立N大学工学部建築学科助手
儀同世津子（ぎどう せつこ）
女性雑誌記者

## 書籍情報
- 講談社ノベルス版 - 1996年4月3日発売、ISBN 4-06-181901-1
- 講談社文庫版 - 1998年12月11日発売、ISBN 4-06-263924-6

## ゲーム版
2002年3月28日にKIDより発売されたプレイステーション用アドベンチャーゲーム。キャラクター原画は篁龍士。原作に登場した人物の全員が登場する。プレイヤはゲームオリジナルキャラクタで犀川研の四年生である桐生渉(きりゅうわたる)となって、犀川や萌絵と共に事件の謎を追う。犀川とは師弟関係でありライバル関係でもある。ゲームの基本的なシナリオは小説版と大きく変わるところはないが、原作者である森の監修によりマルチエンディングを実現。途中の選択肢や事件現場の探索シーンでの行動によってストーリィが分岐し、原作とは真犯人や真相が異なるルートも用意されているほか、エンディングの展開も変化する。
基本的なシナリオは原作どおりで、そこに桐生渉が介入するオリジナルシナリオが挿入される形となる。原作では別のキャラクタがとった行動を渉がしたり、同じ場面を別の視点でとらえたりといった内容が多い。ゲームの目的は犀川より早く事件を解決すること。
また、ゲーム版の音楽は阿保剛が担当しており、阿保は自分の好きな「少しリズミカルで暗い」曲でまとめたと2020年の座談会の中で振り返っている。

### キャスト（ゲーム）
登場人物の台詞は桐生渉以外はフルボイスとなる。
- 犀川 創平 - 渋谷茂
- 西之園 萌絵 - 小林沙苗
- 真賀田 四季 - こおろぎさとみ
- 新藤 清二 - 山口健
- 山根 幸弘 - 吉田孝
- 弓永 富彦 - 重塚利弘
- 水谷 主税 - 遠藤守哉
- 島田 文子 - 永島由子
- 望月 俊樹 - 菅谷勇
- 長谷部 聡 - 細井治
- 新藤 裕見子 - 岡本嘉子
- 弓永 澄江 - 藤原美央子
- 国枝 桃子 - 小松しずく
- 浜中 深志 - 成金屋清富
- 川端 - 古田サルマル
- 淵田 - 小栗雄介
- 呉 - 逸美奈々子
- 儀同 世津子 - 中村尚子
- 畑中 栄治 - 山口清裕
- 西之園 捷輔 - 西村知道
- 芝池 - や乃えいじ

## テレビドラマ
2014年10月21日から12月23日まで毎週火曜日21:00 - 21:54に、武井咲と綾野剛のダブル主演で、フジテレビ系の「火曜21時枠」で放送された。S&Mシリーズより5作品を原則として2話完結の形で放送された。これまでに10回以上映像化のオファーがあり、森はそのいずれにも無条件で許可していたが、実現はしなかった。

### キャスト（ドラマ）
詳細な人物設定は原作の登場人物、S&Mシリーズを参照。本項ではドラマ独自の人物設定を記載。
神南大学工学部 建築学科
- 西之園 萌絵（3年生） - 武井咲（少女期：内田愛）
- 犀川 創平（准教授） - 綾野剛
- 国枝 桃子（助教） - 水沢エレナ
- 浜中 深志（極地環境研究センター・修士課程2年生） - 岡山天音

神南大学工学部 土木工学科
- 喜多 北斗（准教授） - 小澤征悦

真賀田研究所
- 真賀田 四季（工学博士） - 早見あかり

神奈川県警察 捜査一課
- 鵜飼 大介（刑事） - 戸次重幸
- 片桐 誠人（刑事） - 坂本真
- 西之園 捷輔（本部長・萌絵の叔父） - 吉田鋼太郎

#### ゲスト
キャスト名横の表記は出演回。
第1話 - 第2話
神南大学工学部 土木工学科木熊ゼミ
- 市ノ瀬 里佳（助教） - 市川由衣
- 木熊 京介（教授） - 平田満
- 八川 善太郎（極地環境研究センター 技官） - 佐伯新
- 丹羽 健二郎（博士課程2年生・ゼミ幹事） - 菊田大輔
- 服部 珠子（修士課程2年生） - 吉谷彩子
- 荒井 正直（博士課程1年生） - 戸塚純貴
- 船見 真智子（修士課程2年生） - 松山愛里
- 向井 浩二（極地環境研究センター 警備員） - 針原滋
- 増田 潤（2年前失踪・当時ゼミ幹事） - 久野雅弘

その他
- 中上サツキ（第1話）
- 医師（萌絵が運び込まれた病院の医師） - 辻義人（第2話）
- ナレーション - 平床政治（第2話）

第3話 - 第4話
仏画師 香山家
- 香山 フミ〈69〉（林水の妻） - 真野響子（19歳：西川綾乃）
- 香山 マリモ〈32〉（林水の娘・漫画家） - 原田夏希
- 香山 林水〈72〉（現当主） - 横内正（22歳：田上晃吉）
- 香山 多可志〈38〉（林水の息子・マリモの兄） - 髙橋洋
- 吉村 益男〈67〉（使用人） - すわ親治（17歳：依田哲哉）
- 香山 綾緒〈36〉（多可志の妻） - 赤間麻里子
- 香山 祐介（多可志の息子） - 髙橋來
- 香山 風采〈享年52〉（前当主） - 牛尾元昭

その他
- 警察官（50年前 風采の殺害現場に来た警察官） - 村松和輝、真下拓也
- 医師（マリモの担当医） - 小林博（第3話）
- 救急隊長 - 三輪江一（第4話）

第5話 - 第6話
真賀田研究所
- 山根 幸宏（副所長） - 利重剛
- 新藤 裕見子（四季の叔母） - 藤吉久美子
- 新藤 清二（四季の叔父・所長） - 冨家規政
- 弓永 富彦（産業医） - 小須田康人
- 島田 文子（主任プログラマー） - 山田真歩
- 望月 俊樹（監視員） - 柳憂怜
- 長谷部 聡（監視員） - 寿大聡
- 真賀田 左千朗（四季の父・工学博士） - 宇納佑
- 真賀田 美千代（四季の母・言語学者） - 横山美智代
- 真賀田 未来（四季の妹） - 早見あかり（三役）
- ミチル（ロボット・声） - 早見あかり（三役）
- デボラ（人工知能・声） - 木村はるか

その他
- 大学生（一緒に島に来た神南大学の学生） - 柿本光太郎、石見海人
- ニュースキャスター（声のみ） - 牧原俊幸（第5話）、中村光宏（第5話）
- 石塚初美（第6話）

第7話 - 第8話
京浜工業大学 工学部化学工業科
- 寺林 高司（社会人大学院生・フィギュアモデラー） - 山本耕史
- 河嶋 慎也（教授・飛行機モデラー） - 近江谷太朗
- 上倉 裕子（大学院生） - ハマカワフミエ
- 女子大生（萌絵に上倉のことを聞かれる） - 永井理沙（第7話）

横浜モデラーズフェスティバル
- 筒見 紀世都（芸術家） - 中島歩
- 筒見 明日香（紀世都の妹・コスプレイヤー） - 山川紗弥
- 武蔵川 純（地球防衛軍） - 加藤諒
- 儀同 世津子（犀川の妹・フリーライター） - 臼田あさ美（第9話 - 第10話）
- 大御防 安朋（萌絵のいとこ・恋愛小説家） - 小松和重

その他
- 吉田大蔵、金内たくみ、南南南、小楠啓展、幸将司（第7話）、田村哲郎（第7話）

第9話 - 第10話
ナノクラフト・ユーロパーク
- 塙 理生哉（社長・ゲームクリエイター） - 城田優
- 藤原 博（副社長） - 鈴木一真
- 新庄 久美子（塙の秘書） - 青山倫子
- 松本 卓也（プログラマー） - 小久保寿人
- ホテルスタッフ - 萩原宏樹
- 社員（パーク内で男性の遺体を発見する） - 丹羽咲絵

西之園家
- 西之園 恭輔（萌絵の父） - 津村和幸
- 西之園 佳子（萌絵の母） - 建部和美
- 諏訪野（執事） - 藏内秀樹

その他
- 芝池 護（愛知県警察捜査官） - 小林隆
- コウノ（愛知県警刑事） - 河野マサユキ
- 警官 - 佐藤まんごろう
- パーティーの客 - 堀ひろこ（第9話）
- 戸田信太郎（第10話）

### スタッフ
- 原作 - 森博嗣『すべてがFになる』他S&Mシリーズ（講談社文庫刊）
- シリーズ脚本 - 黒岩勉
- 脚本 - 黒岩勉、小山正太
- 音楽 - 川井憲次
- 演出 - 城宝秀則、小椋久雄、小林義則
- 主題歌 - ゲスの極み乙女。「デジタルモグラ」（ワーナーミュージック・ジャパン / unBORDE）[24]
- 演出補 - 村谷嘉則、淵上正人
- タイトルバック - 衛藤一郎
- スタントコーディネート - 釼持誠
- 弓道協力 - 全日本弓道連盟
- 編成企画 - 成河広明、加藤達也
- プロデュース - 小椋久雄、貸川聡子
- プロデュース補 - 関本純一、堀江愛佳
- 制作 - フジテレビ
- 制作著作 - 共同テレビ

### 放送日程
| 各話                                                          | 放送日   | サブタイトル                 | ラテ欄                                                     | 原作                 | 脚本     | 演出     | 視聴率 |
| ------------------------------------------------------------- | -------- | ---------------------------- | ---------------------------------------------------------- | -------------------- | -------- | -------- | ------ |
| 第1話                                                         | 10月21日 | 冷たい密室と博士たち［前編］ | 次々殺される研究者… 天才科学者コンビが挑む冷たい密室の謎   | 冷たい密室と博士たち | 黒岩勉   | 城宝秀則 | 11.8%  |
| 第2話                                                         | 10月28日 | 冷たい密室と博士たち［後編］ | 暴かれる密室の謎と哀しき殺人者の記憶                       | 冷たい密室と博士たち | 黒岩勉   | 城宝秀則 | 10.2%  |
| 第3話                                                         | 11月04日 | 封印再度［前編］             | 呪われた仏画師一族 家宝眠る密室の殺人                      | 封印再度             | 小山正太 | 小椋久雄 | 10.3%  |
| 第4話                                                         | 11月11日 | 封印再度［後編］             | 継承される密室殺人 封印された真相とは                      | 封印再度             | 小山正太 | 小椋久雄 | 08.3%  |
| 第5話                                                         | 11月18日 | すべてがFになる［前編］      | 脱出不能な完全密室 博士が残した謎の暗号 断崖孤島の連続殺人 | すべてがFになる      | 黒岩勉   | 城宝秀則 | 08.9%  |
| 第6話                                                         | 11月25日 | すべてがFになる［後編］      | 残された暗号の謎…仕組まれた時限装置!? 美しき狂気の殺人者   | すべてがFになる      | 黒岩勉   | 城宝秀則 | 08.2%  |
| 第7話                                                         | 12月02日 | 数奇にして模型［前編］       | …数奇にして模型… 完全な密室の被害者は殺人事件の容疑者      | 数奇にして模型       | 黒岩勉   | 小林義則 | 09.1%  |
| 第8話                                                         | 12月09日 | 数奇にして模型［後編］       | …数奇にして模型… 殺人者の異常な愛情!? 不合理殺人の深層     | 数奇にして模型       | 黒岩勉   | 小林義則 | 07.7%  |
| 第9話                                                         | 12月16日 | 有限と微小のパン［前編］     | 有限と微小のパン… 殺人テーマパークの謎 天才博士最後の犯罪  | 有限と微小のパン     | 黒岩勉   | 小椋久雄 | 07.4%  |
| 最終話                                                        | 12月23日 | 有限と微小のパン［後編］     | 有限と微小のパン… 神に最も近い犯罪者! 崩される不可能殺人   | 有限と微小のパン     | 黒岩勉   | 城宝秀則 | 06.1%  |
| 平均視聴率 8.9%（視聴率はビデオリサーチ調べ、関東地区・世帯） |          |                              |                                                            |                      |          |          |        |

| フジテレビ系 火曜21時枠ドラマ             | フジテレビ系 火曜21時枠ドラマ             | フジテレビ系 火曜21時枠ドラマ            |
| 前番組                                    | 番組名                                    | 次番組                                   |
| ----------------------------------------- | ----------------------------------------- | ---------------------------------------- |
| あすなろ三三七拍子 (2014.7.15 - 2014.9.9) | すべてがFになる (2014.10.21 - 2014.12.23) | ゴーストライター (2015.1.13 - 2015.3.17) |

## テレビアニメ
『すべてがFになる THE PERFECT INSIDER』（すべてがエフになる ザ・パーフェクト・インサイダー）のタイトルで、フジテレビ・「ノイタミナ」枠にて2015年10月から12月まで放送された。全11話。本作と『四季』シリーズ全4作品を原作として制作される。放送に先駆けて5月28日発売の『ARIA』（講談社）7月号からコミカライズの連載が、『ITAN』26号から「四季」が連載された。
オープニング映像はロトスコープによる映像表現が用いられ、PerfumeやサカナクションなどのMVを手掛けた関和亮が担当する。エンディング映像はプログラミングを用いてグラフィックを生成するジェネレイティブ・アートが用いられ、映像作家の橋本麦が担当する。森の考えていたイメージとは異なっていたが、フジテレビ担当の推薦によりキャラクター原案として浅野いにおを起用している。

### キャスト（アニメ）
- 犀川 創平 - 加瀬康之
- 西之園 萌絵 - 種﨑敦美
- 真賀田 四季 - 木戸衣吹
- 新藤 清二 - 咲野俊介
- 新藤 裕見子 - 小林さやか
- 山根 幸宏 - 鈴木達央
- 弓永 富彦 - 佐々木敏
- 水谷 主税 - 伊藤健太郎
- 島田 文子 - 日笠陽子
- 望月 俊樹 - 下崎紘史
- 長谷部 聡 - 伊丸岡篤
- 真賀田 未来 - 甲斐田裕子
- 国枝 桃子 - 桑島法子
- 浜中 深志 - 村田太志
- 儀同 世津子 - 堀江由衣
- 諏訪野 - 長克巳
- 真賀田 左千朗 - 山路和弘
- 真賀田 美千代 - 園崎未恵
- 西之園 捷輔 - 磯部勉
- 芝池刑事 - 加藤将之

### スタッフ（アニメ）
- 原作 - 森博嗣『すべてがFになる』、『四季』（全4冊）（講談社文庫刊）
- 監督 - 神戸守
- シリーズ構成 - 大野敏哉
- キャラクター原案 - 浅野いにお
- キャラクターデザイン・総作画監督 - 奥田佳子
- プロップデザイン - 宮川治雄
- 研究所デザイン - 長澤真
- 美術監督 - 甲斐政俊
- 色彩設計 - ホカリカナコ
- 撮影監督 - 荻原健
- 3D監督 - 福田陽
- 編集 - 瀬山武司
- 音響監督 - 清水勝則
- 音楽 - 川井憲次
- 音楽プロデューサー - 佐野弘明
- チーフプロデューサー - 松崎容子、横山朱子
- プロデューサー - 岡安由夏、丹羽将己
- アニメーションプロデューサー - 大松裕
- アニメーション制作 - A-1 Pictures
- 製作 - 「すべてがFになる」製作委員会（フジテレビジョン、アニプレックス、関西テレビ放送、京楽産業ホールディングス、電通）

### 主題歌（アニメ）
オープニングテーマ「talking」
作詞・作曲 - 谷口鮪 / 編曲・歌 - KANA-BOON
エンディングテーマ「ナナヒツジ」
作詞 - ハヤシコウスケ / 作曲・歌 - シナリオアート / 編曲 - シナリオアート/CHRYSANTHEMUM BRIDGE

### 各話リスト
| 話数     | サブタイトル | 脚本     | 絵コンテ        | 演出          | 作画監督                              |
| -------- | ------------ | -------- | --------------- | ------------- | ------------------------------------- |
| 第一章   | 白い面会     | 大野敏哉 | 神戸守          | 黒木美幸      | 近藤圭一、栗原優                      |
| 第二章   | 蒼色の邂逅   | 雨宮まみ | 神戸守          | 矢嶋武        | 久原陽子、中島裕里 藤原宏樹、河合拓也 |
| 第三章   | 赤い魔法     | 渡辺雄介 | 今井友紀子      | 今井友紀子    | 小野可奈子                            |
| 第四章   | 虹色の過去   | 大野敏哉 | 高橋敦史        | 関暁子        | 小嶌エリナ                            |
| 第五章   | 銀色の希望   | 雨宮まみ | 工藤進          | 三上喜子      | 小澤円、近藤圭一                      |
| 第六章   | 真紅の決意   | 渡辺雄介 | 福島利規        | 河野亜矢子    | 栗原優、松原栄介                      |
| 第七章   | 灰色の境界   | 大野敏哉 | 今泉賢一 神戸守 | 倉田綾子      | 野々下いおり、いずみひろよ            |
| 第八章   | 紫色の夜明け | 雨宮まみ | 松本淳          | 石踊宏        | 渋谷一彦、加藤壮                      |
| 第九章   | 黄色の死角   | 渡辺雄介 | 黒木美幸        | 黒木美幸      | 小泉初栄                              |
| 第十章   | 紫苑色の真実 | 大野敏哉 | 今井友紀子      | 今井友紀子    | 近藤圭一、栗原優 野々下いおり         |
| 第十一章 | 無色の週末   | 大野敏哉 | 神戸守          | 神戸守 矢嶋武 | 河合拓也                              |

### 放送局
| 放送期間                  | 放送時間                     | 放送局             | 対象地域       | 備考           |
| ------------------------- | ---------------------------- | ------------------ | -------------- | -------------- |
| 2015年10月9日 - 12月18日  | 金曜 0:55 - 1:25（木曜深夜） | フジテレビ         | 関東広域圏     | 製作委員会参加 |
|                           |                              | 岩手めんこいテレビ | 岩手県         |                |
|                           |                              | さくらんぼテレビ   | 山形県         |                |
|                           | 金曜 1:00 - 1:30（木曜深夜） | テレビ愛媛         | 愛媛県         |                |
|                           | 金曜 1:20 - 1:50（木曜深夜） | 秋田テレビ         | 秋田県         |                |
|                           | 金曜 1:35 - 2:05（木曜深夜） | テレビ静岡         | 静岡県         |                |
|                           | 金曜 1:45 - 2:15（木曜深夜） | 新潟総合テレビ     | 新潟県         |                |
|                           |                              | テレビくまもと     | 熊本県         |                |
|                           | 金曜 1:55 - 2:25（木曜深夜） | 福島テレビ         | 福島県         |                |
|                           |                              | 関西テレビ         | 近畿広域圏     | 製作委員会参加 |
|                           |                              | テレビ西日本       | 福岡県         |                |
|                           | 金曜 2:00 - 2:30（木曜深夜） | テレビ新広島       | 広島県         |                |
|                           | 金曜 2:05 - 2:35（木曜深夜） | 仙台放送           | 宮城県         |                |
|                           |                              | 鹿児島テレビ       | 鹿児島県       |                |
|                           | 金曜 2:15 - 2:45（木曜深夜） | 東海テレビ         | 中京広域圏     |                |
| 2015年10月10日 - 12月19日 | 土曜 0:40 - 1:10（金曜深夜） | サガテレビ         | 佐賀県         |                |
| 2015年10月12日 - 12月21日 | 月曜 2:00 - 2:30（日曜深夜） | 北海道文化放送     | 北海道         |                |
| 2015年10月21日 -          | 水曜 1:55 - 2:25（火曜深夜） | 長野放送           | 長野県         |                |
| 2016年1月19日 - 3月29日   | 火曜 1:25 - 1:55（月曜深夜） | 山陰中央テレビ     | 鳥取県・島根県 | [ 33 ]         |

新潟総合テレビ、テレビ西日本、鹿児島テレビでは第四章を放送予定していた日の前夜の「プロ野球日本シリーズ・第5戦」の中継が大幅延長したため、翌週に第四章・第五章が2話連続放送された。
| 配信期間         | 配信時間        | 配信サイト             | 備考                               |
| ---------------- | --------------- | ---------------------- | ---------------------------------- |
| 2015年10月9日 -  | 金曜 12:00 更新 | フジテレビオンデマンド |                                    |
|                  |                 | dアニメストア          |                                    |
|                  |                 | GYAO!                  | 全話有料                           |
| 2015年10月23日 - |                 | バンダイチャンネル     | 全話有料 第1話 - 第3話同時配信開始 |

### BD / DVD
| タイトル                                         | 発売日        | 収録話 | 規格品番     | 規格品番     |
| タイトル                                         | 発売日        | 収録話 | BD限定版     | DVD限定版    |
| ------------------------------------------------ | ------------- | ------ | ------------ | ------------ |
| すべてがFになる THE PERFECT INSIDER Complete BOX | 2016年2月24日 | 全11話 | ANZX-11291-5 | ANZB-11291-5 |

### オーディオドラマ
『四季』のタイトルで10月9日よりdアニメストアにて配信された。全6話構成であり、アニメの脚本を務める雨宮まみが脚本を担当する。
キャスト
- 真賀田 四季 - 木戸衣吹
- 進藤 清二 - 咲野俊介
- 真賀田 其志雄 - 豊永利行
- 真賀田 左千朗 - 山路和弘
- 瀬在丸 紅子 - 鶴ひろみ
- 各務 亜樹良 - 折笠富美子
- 保呂草 潤平 - 間島淳司
- 祖父江 七夏 - 小清水亜美

スタッフ
- 原作 - 森博嗣『四季（全4冊）』（講談社文庫刊）
- 脚本 - 雨宮まみ
- 音響監督 - 清水勝則
- 音楽 - 川井憲次

| フジテレビ ノイタミナ    | フジテレビ ノイタミナ               | フジテレビ ノイタミナ |
| 前番組                   | 番組名                              | 次番組                |
| ------------------------ | ----------------------------------- | --------------------- |
| 乱歩奇譚 Game of Laplace | すべてがFになる THE PERFECT INSIDER | 僕だけがいない街      |

## 漫画
2002年より幻冬舎から単行本が刊行されている。2015年にはテレビアニメ放送に先駆けて『ARIA』（講談社）2015年7月号から2016年1月号まで『すべてがFになる-THE PERFECT INSIDER-』のタイトルで連載された。
幻冬舎
単行本はB6判と文庫判が刊行されている。
- 森博嗣（原作）・浅田寅ヲ（作画）『すべてがFになる』幻冬舎〈バーズコミックス スペシャル〉、全1巻
  - 2002年2月24日発売、ISBN 978-4-344-80033-5

- 森博嗣（原作）・浅田寅ヲ（作画）『すべてがFになる』幻冬舎〈幻冬舎コミックス漫画文庫〉、全1巻
  - 2007年6月22日発売、ISBN 978-4-344-81028-0

講談社
- 森博嗣（原作）・霜月かいり（作画） 『すべてがFになる-THE PERFECT INSIDER-』 講談社〈KCx ARIA〉、全2巻
  1. 2015年10月7日発売、ISBN 978-4-06-380804-9
  2. 2016年3月7日発売、ISBN 978-4-06-380829-2